# Las Chinampas
Las Chinampas är en ort i Mexiko, tillhörande kommunen Tultitlán i delstaten Mexiko. Las Chinampas ligger i den centrala delen av landet och tillhör Mexico Citys storstadsområde. Orten hade 325 invånare vid folkräkningen 2010.